# Parietaria pensylvanica
Parietaria pensylvanica là loài thực vật có hoa trong họ Tầm ma. Loài này được Muhl. ex Willd. mô tả khoa học đầu tiên năm 1806.